# Antes do adeus
"Antes do adeus" foi a canção portuguesa no Festival Eurovisão da Canção 1997 que teve lugar em Dublin, Irlanda, a 3 de maio de 1997.
A canção da autoria de Rosa Lobato de Faria e Thilo Krassmann foi a vencedora do Festival RTP da Canção de 1997.
Foi a décima-quinta canção a ser interpretada na Eurovisão (a seguir à canção bósnia "Goodbye" e antes da canção sueca "Bara hon älskar mig", interpretada pela banda Blond). Não teve qualquer voto terminando a competição em 24.º e último lugar, empatada com a canção norueguesa "San Francisco, interpretada por Tor Endresen. Foi a pior classificação de Portugal neste certame, após o 25 de Abril de 1974 e o segunda a obter 0 pontos, depois de António Calvário, com "Oração", em 1964.
Apesar disso, a canção tem ainda assim sido considerada com uma das canções que menos merecia 0 pontos na história do Festival Eurovisão da Canção, classificando-se em segundo lugar numa votação on line, entre todas as canções que tiveram 0 pontos.
Célia Lawson foi acompanhada por um coro constituído por membros do sexo masculino usando óculos de sol (Pedro Pinto Coelho, Mico da Câmara Pereira, Vicky Paes Martins e José Bacelar), porque na letra se faz referência a Pedro Abrunhosa que usa sempre óculos de sol.

## Autores
- Letrista: Rosa Maria de Bettencourt, Rosa Lobato de Faria
- Compositor: Rosa Lobato de Faria, Thilo Krassmann
- Orquestrador: Thilo Krassmann

## Letra
A canção é uma balada, com a cantora recontando os eventos que levaram ao fim de um relacionamento. Ela canta que o seu amante gradualmente afastou-se dela e voltou coisas que mantiveram querida. Na sua perspectiva, o mundo mudou significativamente, com " o azul do céu ", deixando de ser tão azul como era. A canção termina com a linha "Depois do adeus, a saudade ", no momento em que a relação termina. Na letra faz-se referência ao escritor José Saramago e ao cantor Pedro Abrunhosa.

## Versões
Lawson gravou uma versão em inglês intitulada "If you say goodbye".